# Ainu mitológia

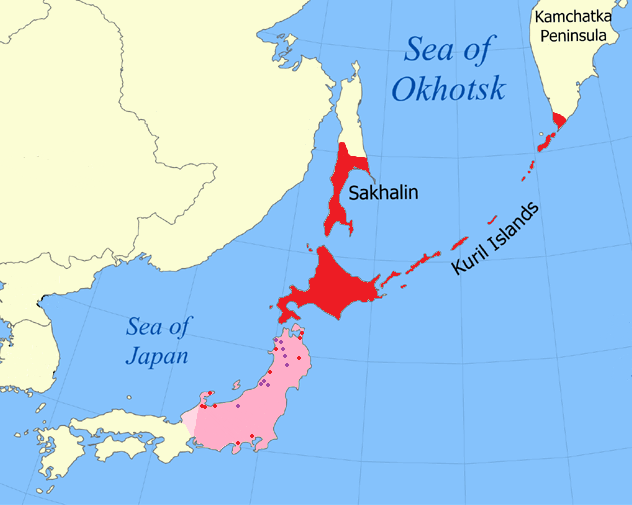
Az ainuk elterjedése

Történelem előtti időkben (i.sz. 12-15 sz.) az ainuk egész Japán területén éltek, azonban a japánok folyamatosan kiszorították őket észak felé, így jelenleg csupán Hokkaidón élnek eredeti ainuk. Számuk 18.000 főre datálható. Antropológiailag az európaiakhoz hasonlítanak, a nyelvük pedig eltér a japántól. Az ainu elnevezés az „emberit” jelentő szóból ered.

## Kamuik, azaz istenek
Az ainuk úgy tartják, hogy minden ember életében szerepet játszó tárgynak megvan a saját ereje, amit ramatnak hívtak. Az emberit szembe szokták állítani az istenivel, szellemivel, amit kamuinak neveznek, jelentése: " Az aki (vagy az, ami) eltakar." Meggyőződésük szerint minden anyagi létezőnek van kamuija, lelke, szelleme, mint például az anyaföldnek és a tengernek, de még egy egyszerű ajtónak és ablaknak is. Kamuiból három típust különböztetünk meg, vannak erősebbek és gyengébbek. Ez a három a Pirika kamui (jó szándékú) a Wen kamui (rosszindulatú) és a Koshne kamui (semleges). Bár istenségnek számítanak, életük nem különbözik az emberekétől, megszületnek, szeretnek, éreznek és meg is halnak. Bármilyen formában képesek megjelenni, akár állatként, akár növényként. 
- Legfőbb istenség (Pasze-kamui vagy Kotan Kandokara kamui) az ég teremtője és ura. Ő teremtette meg az isteneket és a világot valamint segítőtársaival a jó istenekkel, gondoskodik az emberekről. Jó istenség és az ajnuk ősatyja a medve. Ebben az alakban jelennek meg az emberek előtt.
- A rosszindulatú istenek khtonikus eredetűek. Ők testesítik meg a veszélyességet és a többi istenséggel ellentétben, ők láthatóak, nem öltenek fel másmilyen formát. Hegyekben lakoznak, ők felelősek a légköri jelenségekre.A monda szerint, kapákból keletkeztek, amelyekkel maga Pasze-kamui alkotta a Földet, majd a teremtés végeztével eldobta azokat. Nitat-unarabe a mocsarak és az ingoványok úrnője, a többi gonosz az ő utódja.
- A semleges kamuik a világmindenség természeti erőinek megtestesítői. Egyenlőek és függetlenek egymástól, bár funkciójuk szerint hierarchikus viszonyban állnak.

Léteztek még az úgynevezett alul lakó lények (koropokguru) akik törpe alakúak és fa kunyhókban éltek. Az ainuk megjelenése előtt a Földön éltek, tőlük vették át az Aanu asszonyok azt a szokást, hogy tetoválják arcukat.  

## A világ keletkezése
A világ keletkezéséről azt tartják, hogy a legfőbb kamui teremtett hat eget és hat alvilágot. A legalsó szinten éltek a démonok, a csillagok és felhők között az alacsonyabb rendű istenek, a legfelső szinten pedig maga a teremtő kamui lakozik, szolgáival. Ezt a legfelső eget ércfal veszi körül, és vasajtó zárja. A Földön lévő felső világban (Kanna mosiri) éltek az emberek. Az emberek világa alatt volt található a gonosz szellemek világa (Nitne kamui mosiri). Ez a világ vizes és nyirkos volt, ide azok kerültek akik életük során valamilyen bűnt követtek el, vagy gonoszak voltak, itt aztán elszenvedték a rájuk kiszabott büntetést. A jó istenek haláluk után az Istenek világába(Kamui mosiri) kerültek, ezen a szinten az istenek fejjel lefele jártak, talpuk pedig összeért a Kanna mosirin élő emberek talpával. A Kamui mosori alatt volt található az alsó világ (Pokna mosiri), alatta pedig a legalsó világ (Csirana mosiri). 
A teremtett világ kezdetben egy üres óceán volt, melyben egy hatalmas pisztráng lakozott, mely rendszeresen beszívja és kiereszti szájából a vizet, s így jött létre az apály és a dagály. Mozgolódása pedig földrengéseket hozott létre.Egy napon a legfelső szinten élő, teremtő kamui az üres óceánt elnézve, leküldött oda egy barázdabillegetőt (A barázdabillegető az ainu totemmítoszok egyik főhőse. Ő tanította meg a férfi és női kötelességeket.Szerelmesek patrónusaként tisztelik őt). Röpködésével, lábnyomaival és farkának csapkodásával létrehozta a tengeren úszó szigeteket. Az egekben lakozó állatoknak annyira megtetszett ez a világ, hogy kamuitól engedélyt kértek és kaptak, hogy oda leszálljanak. Az emberek táplálékául szolgáló állatok tehát égi ajándéknak számítanak.
Hokkaidó(akkoriban Edzo) megteremtéséről több mítosz is fent maradt. Az egyik legismertebb történet szerint, Pasze-kamui megbízta két társát, Aioina istent és annak nővérét Turesmat istent, hogy teremtsék meg Hokkaidót. Aioina a nyugati part , nővére pedig a keleti part megalkotásáért volt felelős. Turesmat találkozott egy másik istenséggel, így elfelejtkezett valódi feladatáról. Látván, hogy fivére már majdnem beteljesítette feladatát, kapkodni kezdett, és az egész keleti part, sziklássá és veszélyessé vált.

## Szertartások, és a medveünnep
A halandók testét földből és fűzfából formázták meg. Az égből jövő állatok húsából volt szabad táplálkozniuk nekik, melynek elfogyasztása után szertartásos ünnepséggel kellett visszaküldeniük az állatok szellemeit az égbe. Az emberek ajándék gyanánt ételt, italt ajánlottak fel. A totemmítoszok alapján egy magányos asszonyhoz minden éjjel, egy tetőtől talpig feketébe öltözött idegen járt, akiről aztán kiderült, hogy ő a hegyek istene medve képében. Az asszony aztán később fiút szült, tőle származnak az ainuk.  Így az egyik legmeghatározóbb szertartásuk a medveáldozat-ünnep volt, amelyet ijomantenak hívnak, s amelyet az év első hónapjában tartottak meg. Ekkor elfogtak egy-két medvebocsot, amelyeket egy asszonyra bíztak, hogy egészségesen felnevelje azokat. Ez által a medvebocs egy idő után hozzászokott az emberek jelenlétéhez, és köztük élt. Amikor elérte a 2-3 éves kort, megtartották az ünnepséget, amely a medve leöléséről szólt, énekkíséret mellett. A férfiak ittak a vérből, hogy erőt szívjanak magukba. Szőrét lenyúzták, fejét eltávolították. Ételt, italt tettek eléje. Hitték, hogy ez által a medve lelke örömmel fog visszatérni az égbe. Hitük szerint létezett az úgynevezett ararus medve, amely ártó szándékkal érkezett, megtámadta az embereket, elvette ételeiket és magának akarta az összes zsákmányt. Ararussá az vált , aki nem gyakorolta a rituálét, vagy azt rosszul, rossz szándékkal végezte.

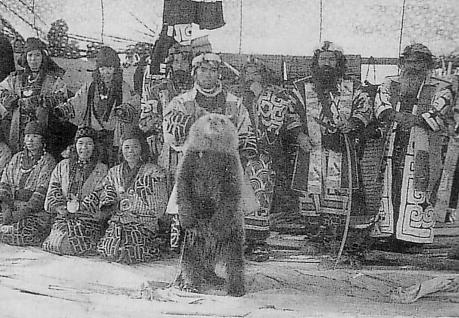
Medveáldozat szertartás

Az ainuk úgy tartották, hogy az emberi lélek halhatatlan. Eltávozásukkor a lelkük felszáll az égbe, testüket pedig a földbe temetik. Temetésükkor a halottat a legszebb ruhájába öltöztetik, amelyet összevagdosnak, fekhelyük mellé pedig tárgyakat helyeznek, amiket összetörnek. A sír fölé halmot emelnek, amelyből egy bot áll ki, arról pedig egy fonál lóg le, ami a halott életében a haját fogta össze.

## Hagyományok
Férfiakat és nőket nemük szerint nem különböztetik meg. A férfiakat általában harcosként, a nőket pedig sámánként tartják számon, azonban néha előfordul, hogy rájuk is harcosként tekintenek. A sámánokat betegség esetén szokták hívni. Táncukkal transzba esnek, majd kiszívják a betegség okát. Több hagyományos táncuk is létezik, amelyet férfiak és nők együtt lejtenek. Külön figyelmet érdemel az úgynevezett „kardtánc”, melynek során a férfiak az ártó szellemek elűzésére kardjukat csattogtatták és a földhöz ütögették azokat. Körükben népszerű a Jukar elnevezésű hosszú történet, amelynek elmesélése egy egész éjszakát vesz igénybe. A történet egy árva kisfiú kalandjairól szól.

### Magyarul
- ↑ Ajnu mitológia 1988:  Kínai mitológia. In Mitológiai enciklopédia II. kötet, 183-185. o. Fordította: Kalmár Éva. Budapest: Gondolat Kiadó, 1988. ISBN 963 282 028 2 II. kötet
- ↑ Ashkenazi 2008:  Ashkenazi, Michael: Handbook of japanese mythology. Oxford University Press (March 11, 2008) 61-64. p.
- ↑ Nemeshegyi 2013:  Nemeshegyi Péter: Ainu vallás (előadás) 2013.
- ↑ Roberts 2009:  Roberts, Jeremy: Japanese Mythology A to Z. Chelsea House Publications; 2 edition (October 1, 2009) 27. p.